# 香港社區網
《香港社區網》是香港有線新聞製作的軟性新聞資訊節目系列，此節目前身為精選當日社區新聞的《放眼社區》。節目在2000年至2003年2月逢星期一至五晚上7時至7時30分於新聞一台播放；而星期六至日則會重播。
播放初期沿襲《放眼社區》，節目上半部分同為報道當天社區新聞，廣告後則為每日不同主題環節，內容如下：
- 星期一：打拼未來 — 講述香港人在經濟不景下怎樣掙扎求存。
- 星期二：有理取鬧 — 專門批評社會上的一些民生問題。
- 星期三：至FIT男女 — 介紹人體健康資訊（包括病症的成因、治療及預防）。
- 星期四：細味人間 — 講述一些身邊的人和事。
- 星期五：休娛大腳板 — 介紹社區上的文娛康樂。

及後，節目上半部取消新聞報道，並將每日的主題內容擴充至整個節目，並棄用《香港社區網》之名，遂成為各個半小時的資訊節目。
2005年有線新聞改革，將新聞一台更名為「財經資訊台」，相關節目被安排於周六、日播放，以騰出原節目時段播放財經資訊節目。